# بیشه‌سر (میان‌دورود)
بیشه‌سر، روستایی است از توابع بخش مرکزی شهرستان میاندورود در استان مازندران ایران.

## جمعیت
این روستا در دهستان میان‌دورود بزرگ قرار داشته و براساس آخرین سرشماری مرکز آمار ایران که در سال ۱۳۸۵ صورت گرفته، جمعیت آن ۵۰۶نفر (۱۴۴خانوار) بوده‌است.